# 松内駅
松内駅（ソンネえき）は、大韓民国京畿道富川市素砂区松内1洞にある、韓国鉄道公社（KORAIL）京仁線（首都圏電鉄1号線）の駅。駅番号は150。

## 歴史
- 1974年8月15日 - 鉄道庁京仁線（首都圏電鉄1号線）の駅として開業。
- 2005年1月1日 - 鉄道庁の改組により、韓国鉄道公社(KORAIL)の駅となる。
- 2017年7月7日 - 京仁線特急の運行を開始。

## 駅構造
島式ホーム2面4線の地上駅で橋上駅舎を有しているが、北口は高低差のため高架駅のように見える。

### のりば
| 番線 | 路線                         | 種別 | 行先                     |
| ---- | ---------------------------- | ---- | ------------------------ |
| 1    | 京仁線 · （首都圏電鉄1号線） | 緩行 | 九老・光云大・逍遥山方面 |
| 2    | 京仁線 · （首都圏電鉄1号線） | 急行 | 九老・永登浦・龍山方面   |
| 3    | 京仁線 · （首都圏電鉄1号線） | 急行 | 富平・銅岩・東仁川方面   |
| 4    | 京仁線 · （首都圏電鉄1号線） | 緩行 | 富平・東仁川・仁川方面   |

## 利用状況
近年の1日平均利用人員推移は下記のとおりである。
| 路線   | 路線     | 2000年 | 2001年 | 2002年 | 2003年 | 2004年 | 2005年 | 2006年 | 2007年 | 2008年 | 2009年 | 出典  |
| ------ | -------- | ------ | ------ | ------ | ------ | ------ | ------ | ------ | ------ | ------ | ------ | ----- |
| 京仁線 | 乗車人員 | 32,841 | 41,053 | 47,835 | 54,072 | 41,620 | 41,110 | 39,680 | 41,053 | 43,760 | 44,895 | [ 1 ] |
| 京仁線 | 降車人員 | 27,224 | 37,274 | 42,127 | 51,271 | 39,920 | 40,352 | 40,689 | 40,057 | 42,716 | 44,042 | [ 1 ] |
| 路線   | 路線     | 2010年 | 2011年 | 2012年 | 2013年 | 2014年 | 2015年 | 2016年 | 2017年 | 2018年 | 2019年 | 出典  |
| 京仁線 | 乗車人員 | 47,385 | 49,871 | 47,844 | 38,473 | 36,987 | 34,731 | 33,540 | 32,645 | 32,154 | 32,030 | [ 1 ] |
| 京仁線 | 降車人員 | 46,154 | 49,407 | 46,848 | 37,815 | 36,105 | 33,896 | 33,019 | 32,288 | 31,818 | 31,737 | [ 1 ] |
| 路線   | 路線     | 2020年 | 2021年 | 2022年 | 2023年 |        |        |        |        |        |        |       |
| 京仁線 | 乗車人員 | 22,859 | 22,099 | 23,970 | 25,139 |        |        |        |        |        |        |       |
| 京仁線 | 降車人員 | 22,704 | 22,129 | 23,850 | 24,895 |        |        |        |        |        |        |       |

## 駅周辺

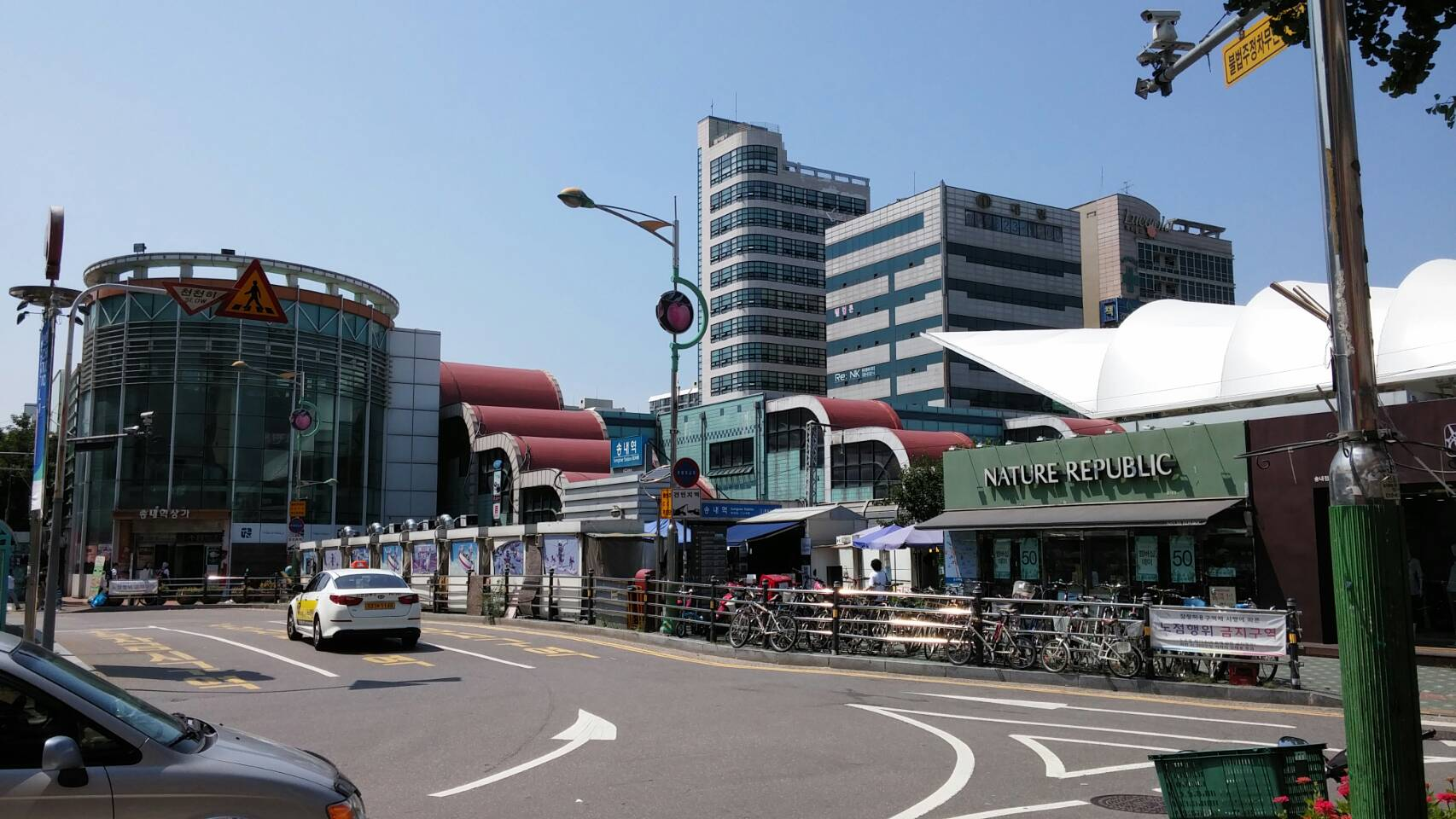
南口の駅前風景

- 松内駅乗り換えセンター（朝鮮語版）
- ソラン初等学校（朝鮮語版）
- ソウル外郭循環高速道路松内IC
- 松内1洞住民センター
- 上1洞住民センター
- 仁川地方検察庁富川支庁
- 仁川地方法院富川支院
- 富仁初等学校（朝鮮語版）
- 富仁中学校（朝鮮語版）
- 韓国産業銀行富川支店
- 国民健康保険公団富川北部支社
- 韓国ポリテクⅡ大学（朝鮮語版）

## 隣の駅
韓国鉄道公社
 京仁線（首都圏電鉄1号線）
特急・急行　
富川駅 (148) - 松内駅 (150) - 富平駅 (152)
緩行
中洞駅 (149) - 松内駅 (150) - 富開駅 (151)